# ربکا چپتگی
ربکا چپتگی (انگلیسی: Rebecca Cheptegei; ۲۲ فوریهٔ ۱۹۹۱ – ۵ سپتامبر ۲۰۲۴) ورزشکار ورزش دو و میدانی اهل اوگاندا بود.

## زندگی شخصی
چپتگی در ۲۲ فوریه ۱۹۹۱ در اوگاندا به دنیا آمد. او بعداً به کنیا نقل مکان کرد و ملکی را در آنجا خرید تا به مراکز آموزشی ورزشی نزدیکتر باشد.

## مرگ
در ۱ سپتامبر ۲۰۲۴، او در محل سکونت خود در شهرستان ترانس انزویا، در کنیا مورد حمله قرار گرفت و به آتش کشیده شد. ۷۵ درصد بدن چپتگی دچار سوختگی شدید شده‌ بود و به این خاطر او در بیمارستان بستری گردید.
رسانه‌های محلی اوگاندا تصریح کردند که دوست پسر این ورزشکار المپیکی به دلیل اختلافاتی که با او داشته تصمیم گرفته است که او را با بنزین بسوزاند و به قتل برساند و چپتگی به دلیل شدت جراحات ناشی از سوختگی شدید در بیمارستان بستری شد. مقامات اوگاندا چندی بعد خبر دادند که ربکا چپتگی، نماینده کشور اوگاندا در دو ماراتن در بازی‌های المپیک تابستانی ۲۰۲۴، بر اثر شدت سوختگی ناشی از به آتش کشیده شدن توسط دوست پسرش درگذشت. پلیس تأیید کرد که دوست پسر چپتگی، دیکسون اندیما، بر روی ربکا چپتگی بنزین پاشیده و پس از مشاجره او را به آتش کشیده است. گفته می‌شود که اختلاف نظر او با دوست پسرش بر سر زمینی بوده که به صورت مشترک خریداری کرده بودند.
فرد مهاجم، دیکسون اندیما نیز در جریان این حادثه آسیب دیده و در بیمارستان بستری گردید. ربکا چپتگی در زمان مرگ سی و سه ساله بود.

## حرفه ورزشی

### ۲۰۱۰
چپتگی در سال ۲۰۱۰ شروع به فعالیت حرفه‌ای کرد. او در مسابقه زیر بیست سال در سی و هشتمین مسابقات قهرمانی جهانی دو و میدانی، پارک میسله‌چینک، بیدگوشچ، در جایگاه پانزدهم قرار گرفت. در ماه مه، چپتگی در مسابقه دوی ۱۵۰۰ متر در رویداد فینگست در مونیخ، آلمان قهرمان شد و دو روز بعد در مسابقه ۸۰۰ متر در جشنواره ورزشی رهلینگن، در جایگاه نوزدهم قرار گرفت. او همچنین در گالا اسپارکاسن در رگنزبورگ در مسابقه ۱۵۰۰ متر شرکت کرد و در جایگاه پانزدهم قرار گرفت. چپتگی در مسابقات یادبود یانوش کوسوچینسکی در ورشو، لهستان در مسابقه دوی ۱۵۰۰ متر در جایگاه دهم قرار گرفت و در مسابقه ۱۰٬۰۰۰ متر در کامپالا، اوگاندا اول شد.

### ۲۰۱۱
چپتگی سال را با قرار گرفتن در جایگاه پنجاه و پنجم در فینال مسابقه بزرگسالان در سی و نهمین مسابقات قهرمانی جهانی دو و میدانی، پونتا آمبریا به پایان رساند. او در نیمه‌ماراتن مادرید در موفق به قرارگیری در جایگاه دوم شد. سپس در مسابقه ۱۰٬۰۰۰ متر در قهرمانی‌های دو و میدانی اسپانیا در کامارگو، سوم شد و در بازی‌های جهانی نظامی ۲۰۱۱ ریو دو ژانیرو، بخش مسابقه ۵۰۰۰ متر زنان در ریو دو ژانیرو شرکت کرد. چپتگی نماینده نیروهای دفاعی مردمی اوگاندا بود و در مسابقه ۱۵۰۰ متر به مقام سوم رسید. او همچنین در قهرمانی‌های اوگاندا در کامپالا در مسابقه ۱۵۰۰ متر پنجم شد. او در نیمه‌ماراتن کانتالخو به مقام دوم دست یافت و در نهایت در مسابقه ۱۰ کیلومتر در مسابقه جاده‌ای سنت سیلستر دا آمارا در لیسبون در مقام دهم قرار گرفت.

### ۲۰۱۳
چپتگی در مسابقه بزرگسالان در چهل‌امین مسابقات قهرمانی جهانی دو و میدانی، پارک میسله‌چینک، بیدگوشچ، در جایگاه شصت و هشتم قرار گرفت. او همچنین در چهل و هفتمین دوره «کراس بین‌المللی شهر گرانویر» قهرمان شد. او سال را با قهرمانی در ۱۰٬۰۰۰ متر در کرویینت سان سیلستر به پایان رساند.

### ۲۰۱۴
چپتگی در ۵۰۰۰ متر در هولوا، رویداد ایبروآمریکانو دو و میدانی، در جایگاه چهاردهم و در مسابقه ۳۰۰۰ متر در بیلبائو، مسابقات رئونیون بین‌المللی دو و میدانی، در جایگاه هشتم ایستاد. او سپس در ۱۰ کیلومتر سانتا پولا اول شد و در مسابقات قهرمانی دو و میدانی آفریقا ۲۰۱۴، کامپالا در جایگاه سوم قرار گرفت.

### ۲۰۱۶
چپتگی تنها در یک مسابقه در سال ۲۰۱۶ شرکت کرد و در نیمه‌ماراتن در کوانژو به مقام سوم رسید.

### ۲۰۱۷
در اولین مسابقه‌اش در سال ۲۰۱۷ در نیمه‌ماراتن شانگهای، چپتگی در جایگاه دوازدهم قرار گرفت و سپس در مسابقات قهرمانی اوگاندا در ۵۰۰۰ و ۱۰۰۰۰ متر به ترتیب سوم و دوم شد. او سال را با قرار گرفتن در جایگاه چهارم در نیمه‌ماراتن برازاویل به پایان رساند.

### ۲۰۱۸
در تنها مسابقه‌اش در سال ۲۰۱۸، چپتگی در مسابقه نیمه‌ماراتن در کامپالا به مقام چهارم دست یافت.

### ۲۰۱۹
او تنها در دو مسابقه در سال ۲۰۱۹ شرکت کرد و در نیمه‌ماراتن ایفیج در داکار به مقام دوم دست یافت و در ۱۰٬۰۰۰ متر در استادیوم ملی ماندلا اوگاندا، کامپالا در جایگاه پنجم قرار گرفت.

### ۲۰۲۱
به دلیل محدودیت‌های مربوط به دنیاگیری کووید-۱۹، چپتگی تا سال ۲۰۲۱ به پیست برنگشت و در آن سال در مسابقات UAF در ورزشگاه ملی ماندلا، کامپالا، به ترتیب در جایگاه سوم و پنجم قرار گرفت. او در ماراتن شهر الدورت، در جایگاه ۴۷ام و سپس در نیمه‌ماراتن کامپالا در جایگاه دوم قرار گرفت. او همچنین در مسابقات جهانی کوهنوردی و دو و میدانی ۲۰۲۱ در چیانگ مای، تایلند اول شد.

### ۲۰۲۲

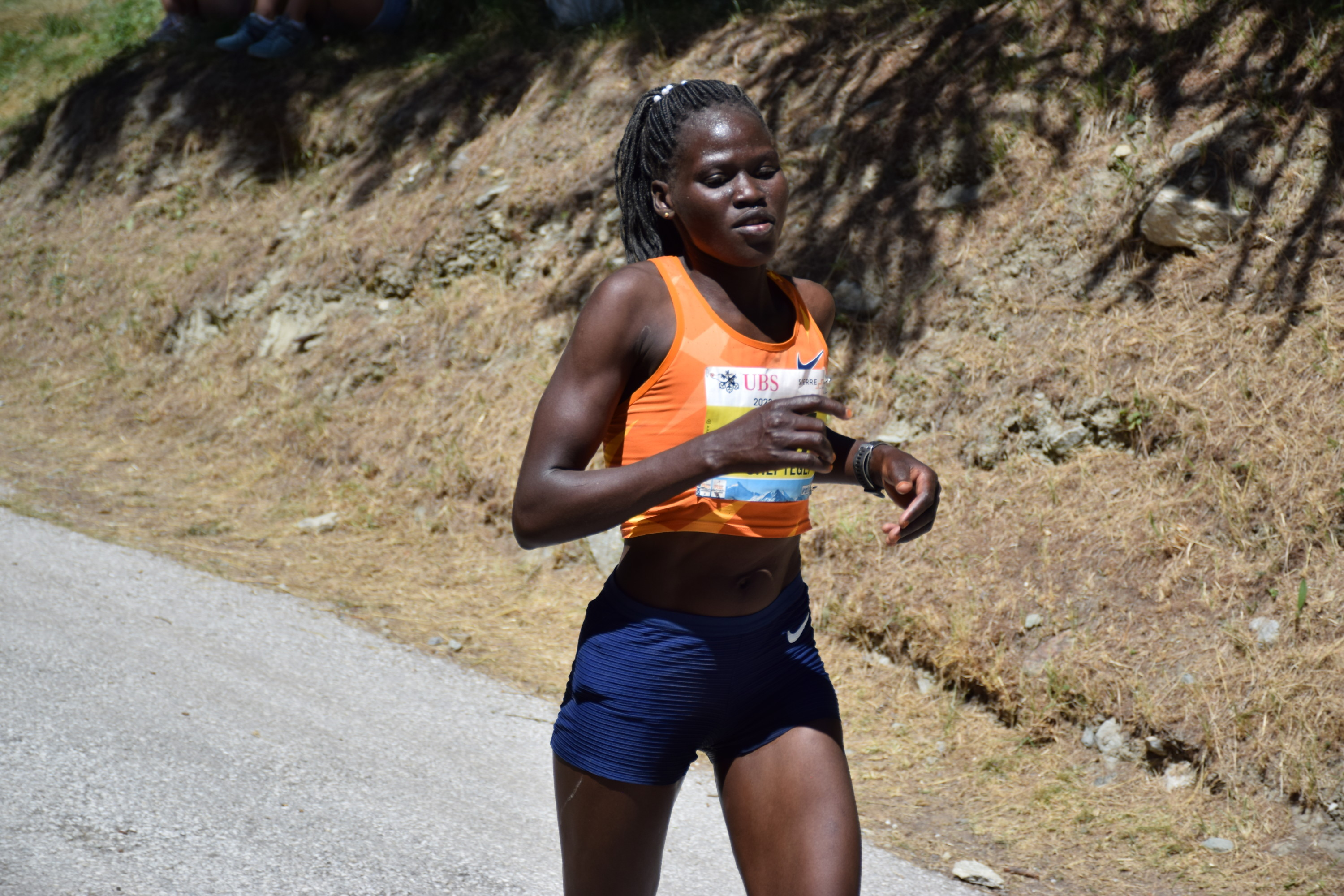
چپتگی در سیره-زینال در سال ۲۰۲۲

چپتگی در ماراتن پادووا قهرمان شد و در ۱۰٬۰۰۰ متر در قهرمانی‌های اوگاندا در کامپالا به مقام دوم دست یافت. او سال را با قرار گرفتن در جایگاه چهارم در ماراتن ادنوک ابوظبی به پایان رساند. این موفقیت به او این فرصت را داد که نماینده اوگاندا در بازی‌های المپیک تابستانی ۲۰۲۴ در پاریس باشد.

### ۲۰۲۳
در سال ۲۰۲۳، چپتگی در نیمه‌ماراتن فلورانس به مقام دوم و در مسابقات قهرمانی دو و میدانی ۲۰۲۳ بخش ماراتن زنان در بوداپست به مقام چهاردهم رسید.

### ۲۰۲۴
در سال ۲۰۲۴، او برای بازی‌های المپیک تابستانی ۲۰۲۴ واجد شرایط بود و به نمایندگی از اوگاندا در مسابقات دوی ماراتن رقابت کرد و در رتبه چهل و چهارم قرار گرفت.